# Хуст (станція)
Хуст — проміжна залізнична станція 4-го класу Ужгородської дирекції Львівської залізниці на лінії Батьово — Солотвино І між станціями Рокосів (7 км) та Буштино (19 км). Розташована в місті Хуст Хустського району Закарпатської області. 
На станції розташована Хустська дистанція колії (ПЧ-15).

## Історія
Станція відкрита 16 червня 1872 року в складі першої закарпатської залізниці Сату-Маре — Королево — Буштино.
У вересні 2016 року на вокзалі станції Хуст розпочалися ремонтні роботи. Востаннє реконструкцію цього вокзалу здійснювали ще у 1930-х роках. Містяни роками чекали на нове обличчя залізничної станції Хуст, але досі все залишалося без змін. Роками «Укрзалізниця» та чиновники бездіяли, а об'єкт тим часом все більше занепадав
Генеральний проєкт реконструкції вокзалу станції Хуст розроблявся фахівцями проєктно-кошторисної групи служби капітальних вкладень регіональної філії «Львівська залізниця». Генеральним підрядником будівництва стало Львівське територіальне управління філії БМЕС, будівельники якого майже два роки проводили будівельно-ремонтні роботи для того, щоб мешканці і гості міста врешті отримали оновлений вокзал.
19 травня 2021 року завершена реконструкцію вокзального комплексу станції Хуст. На це компанія спрямувала 12,4 млн гривень.
У процесі реконструкції будівлі вокзалу працівники філії БМЕС майже заново відбудовували споруду, яка перебувала у вкрай незадовільному стані. Згідно з розрахунком класу наслідків,  стан комплексу віднесли до категорії СС2 (середньої складності). Працівники філії БМЕС вкрили покрівлю вокзалу металочерепицею, здійснили перепланування приміщень санвузлів, облаштували нові конструкції підлоги, замінили віконні та дверні блоки на металопластикові, підсилили стіни, утеплили їх та нанесли декоративну штукатурку. Оновили мережі силового електрообладнання, електроосвітлення, облаштували системи вентиляції та водяного електроопалення, а також внутрішні і зовнішні мережі водопостачання та водовідведення. Усі приміщення умеблювали та обладнали охоронно-пожежною сигналізацією.
Нині на першому поверсі двоповерхової будівлі  вокзалу розташовані зал чекання, каси з продажу проїзних документів, а також облаштовані окремі санвузли, зокрема для осіб з обмеженими можливостями. На другому поверсі вокзалу розташовані адміністративні приміщенн.
Паралельно з реконструкцією вокзалу виконані будівельні роботи у будівлі товарної контори з пакгаузом та інших допоміжних приміщеннях загальною площею понад 1000 м². Окрім того, відремонтовано бічну та острівну платформи, перони і тротуари замощено тактильною плиткою та бруківкою, що особливо важливо для людей з вадами зору. Здійснено протипожежну обробку усіх станційних споруд, що входять до вокзального комплексу. Крім того, поряд із будівлею вокзалу облаштовано автостоянку, з урахуванням побажань та за безпосередньої участі працівників станції упорядковано прилеглу територію.
У 2020 році місто Хуст стало одним з переможців акції «7 чудес України: історичні міста та містечка». Воно розташоване у долині Карпат, омите ріками Тиса, Ріка та Хустець.
На станції здійснюється також активна вантажна робота. У 2020 році по станції Хуст погрузка склала 5 тис 151 вагон, вигрузка — 4 тис 541 вагон.

## Пасажирське сполучення
Приміське сполучення здійсняється дизель-поїздами за маршрутом Дяково — Королево Солотвино І (щоденно).
Через станцію курсує нічний швидкий поїзд «Апшиця» сполученням Київ — Солотвино І (щоденно).
З 12 грудня 2021 року призначений нічний швидкий поїзд «Біла акація» сполученням Одеса — Хуст через день).

## Галерея

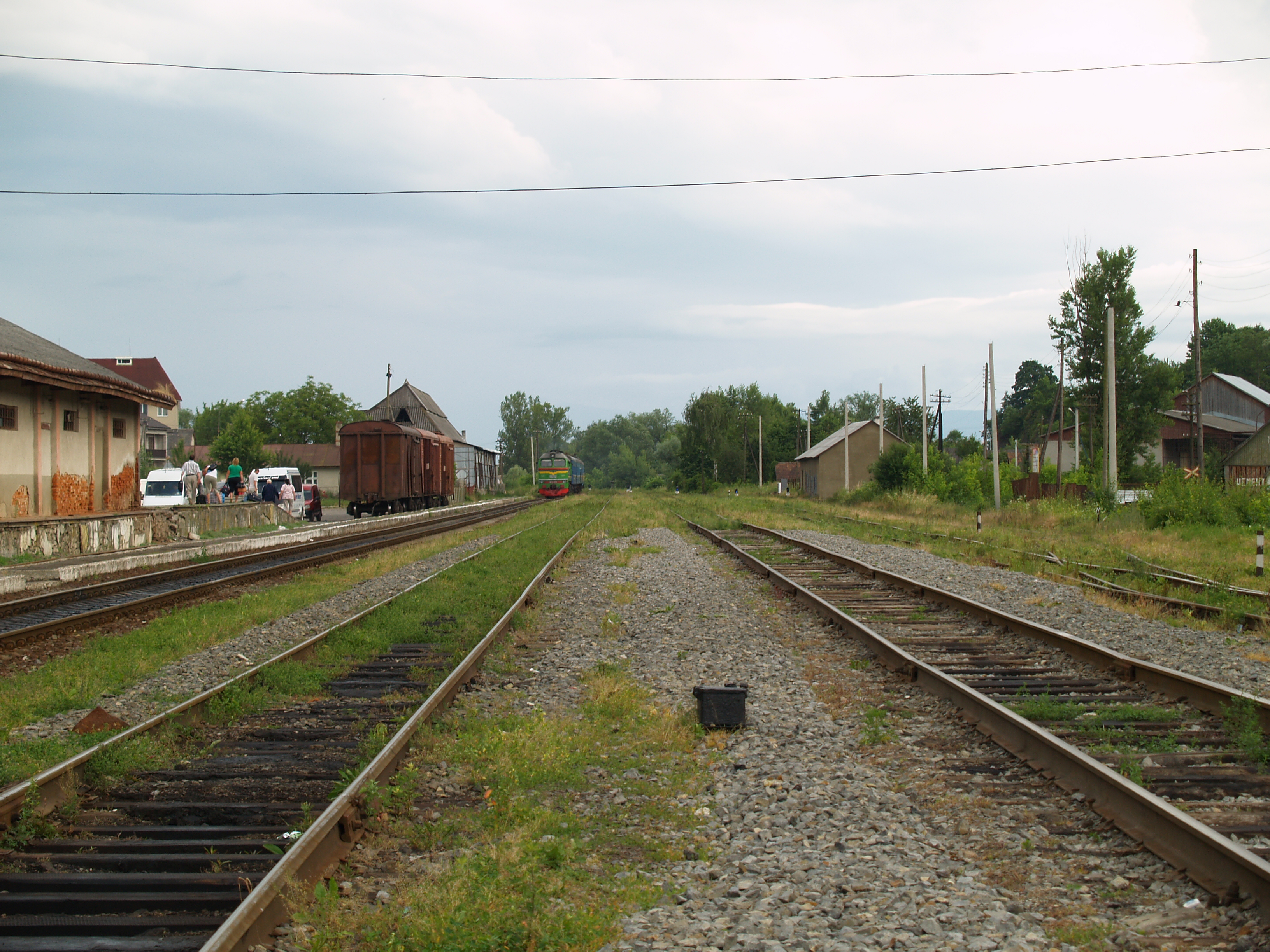
Вигляд на схід, в бік станції Буштино
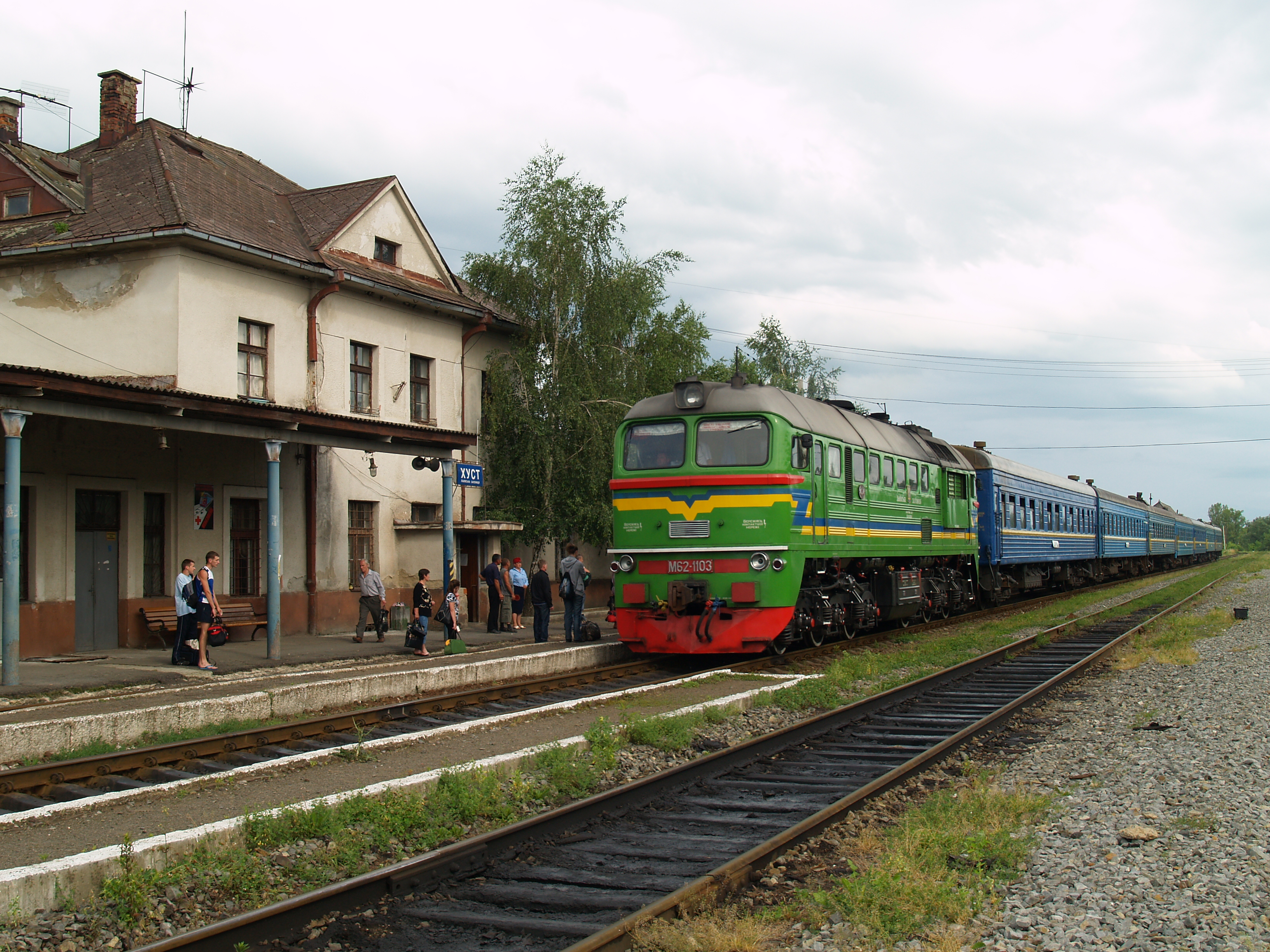
Тепловоз М62-1103 з поїздом Солотвино — Львів
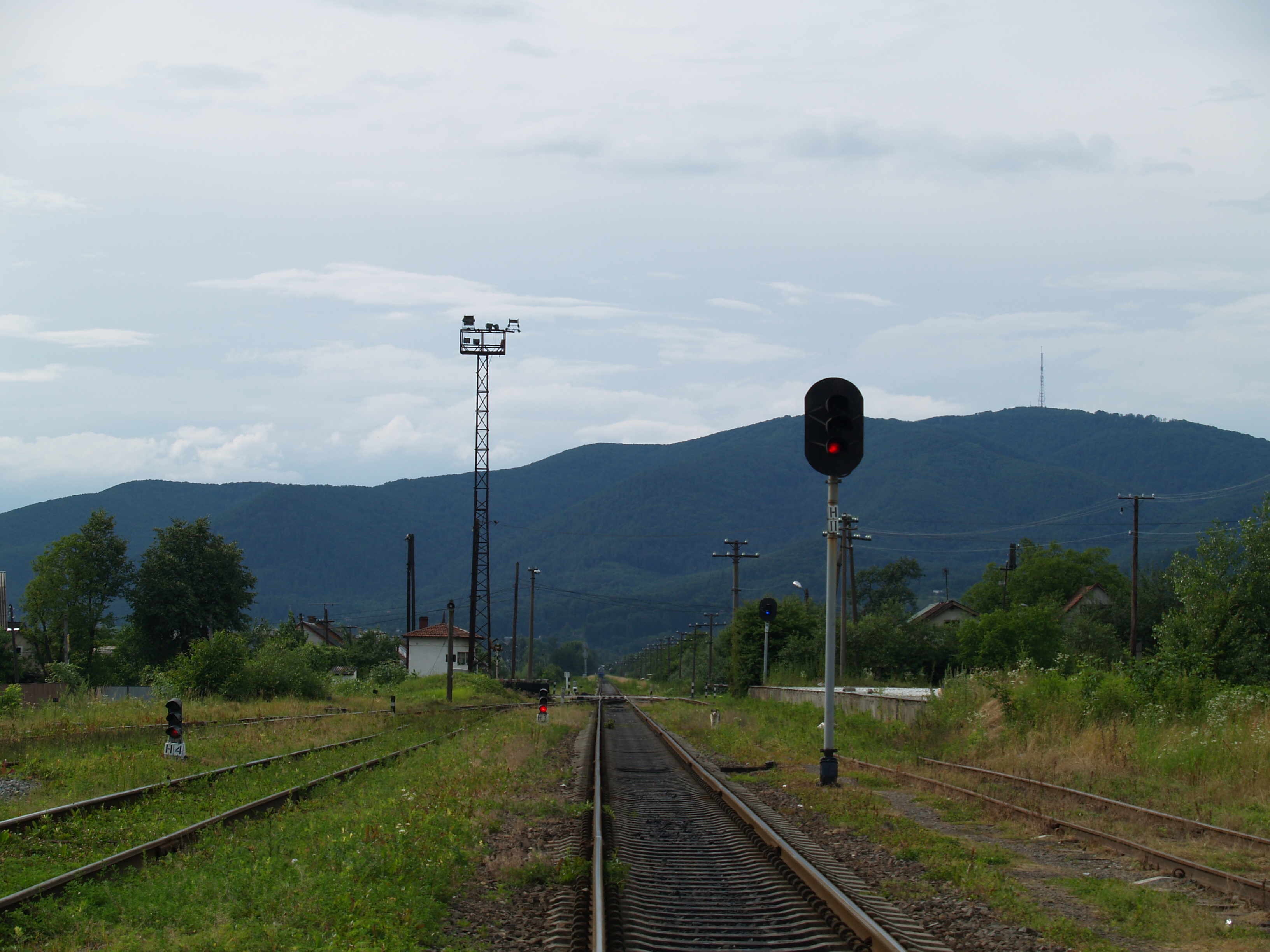
Вигляд на захід, в бік станції Рокосів
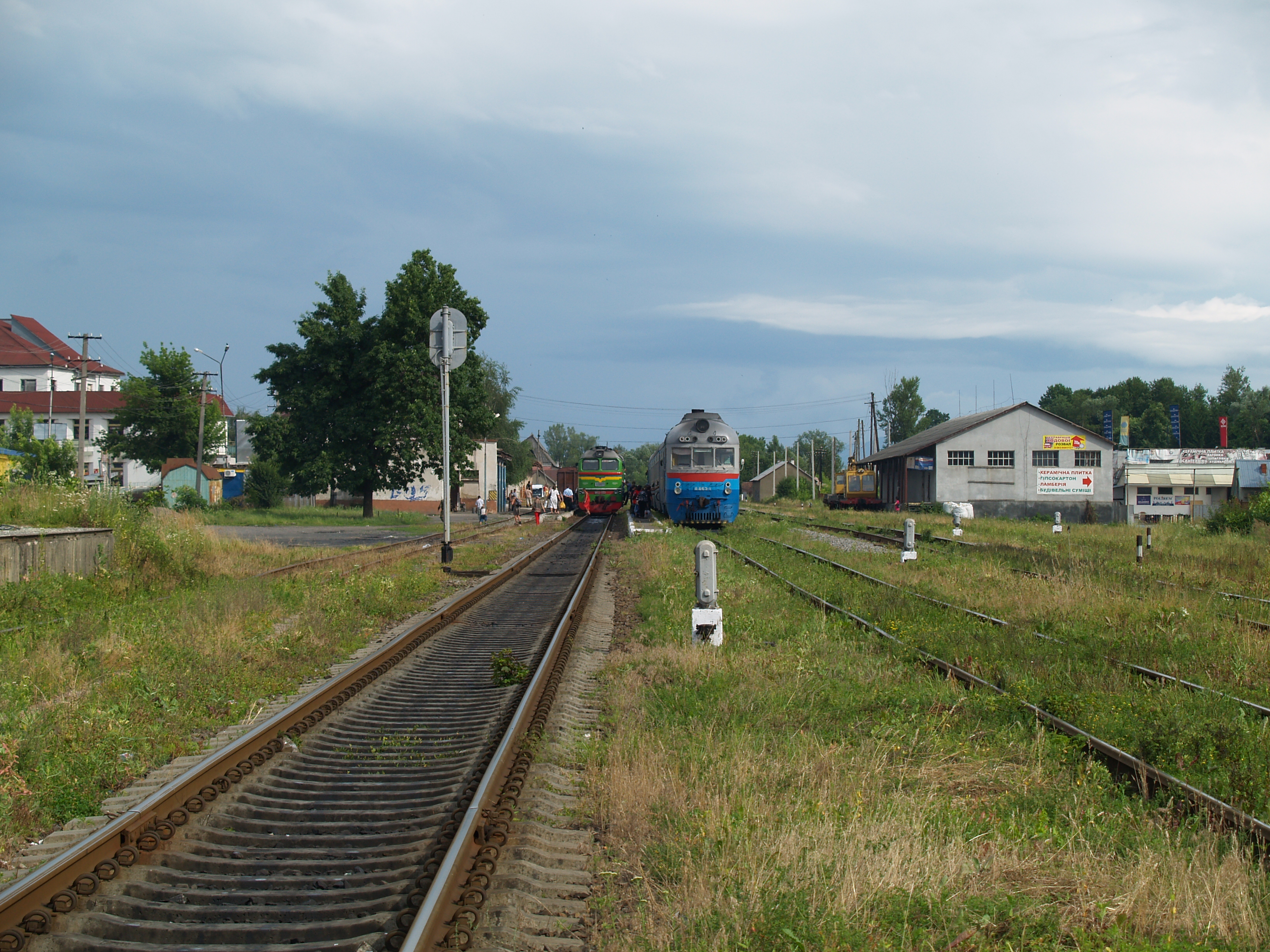
Дизель-поїзд Д1-563 та тепловоз М62-1103 з поїздом Солотвино — Львів
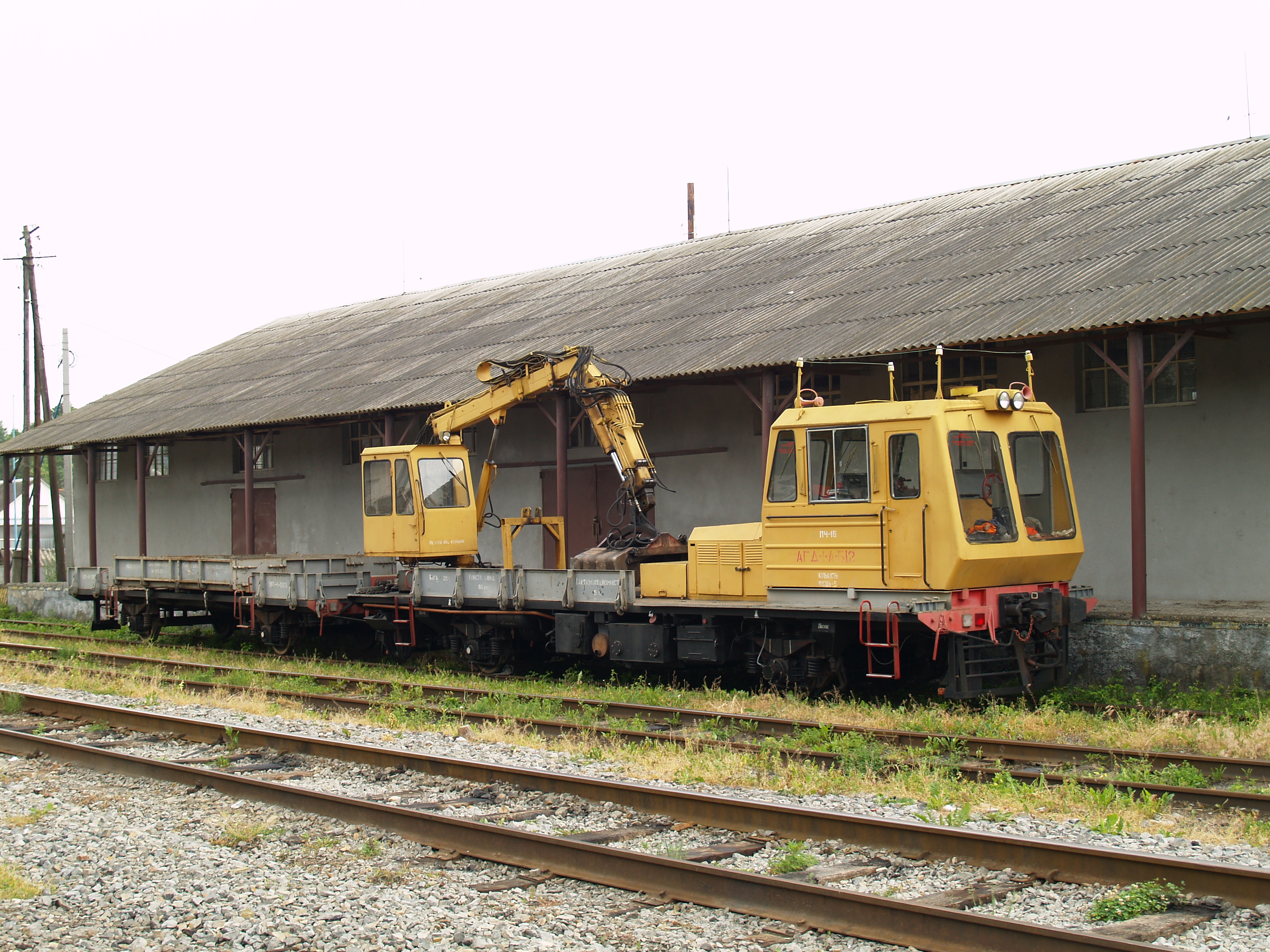
Автомотриса АГД1А-512 на станції Хуст
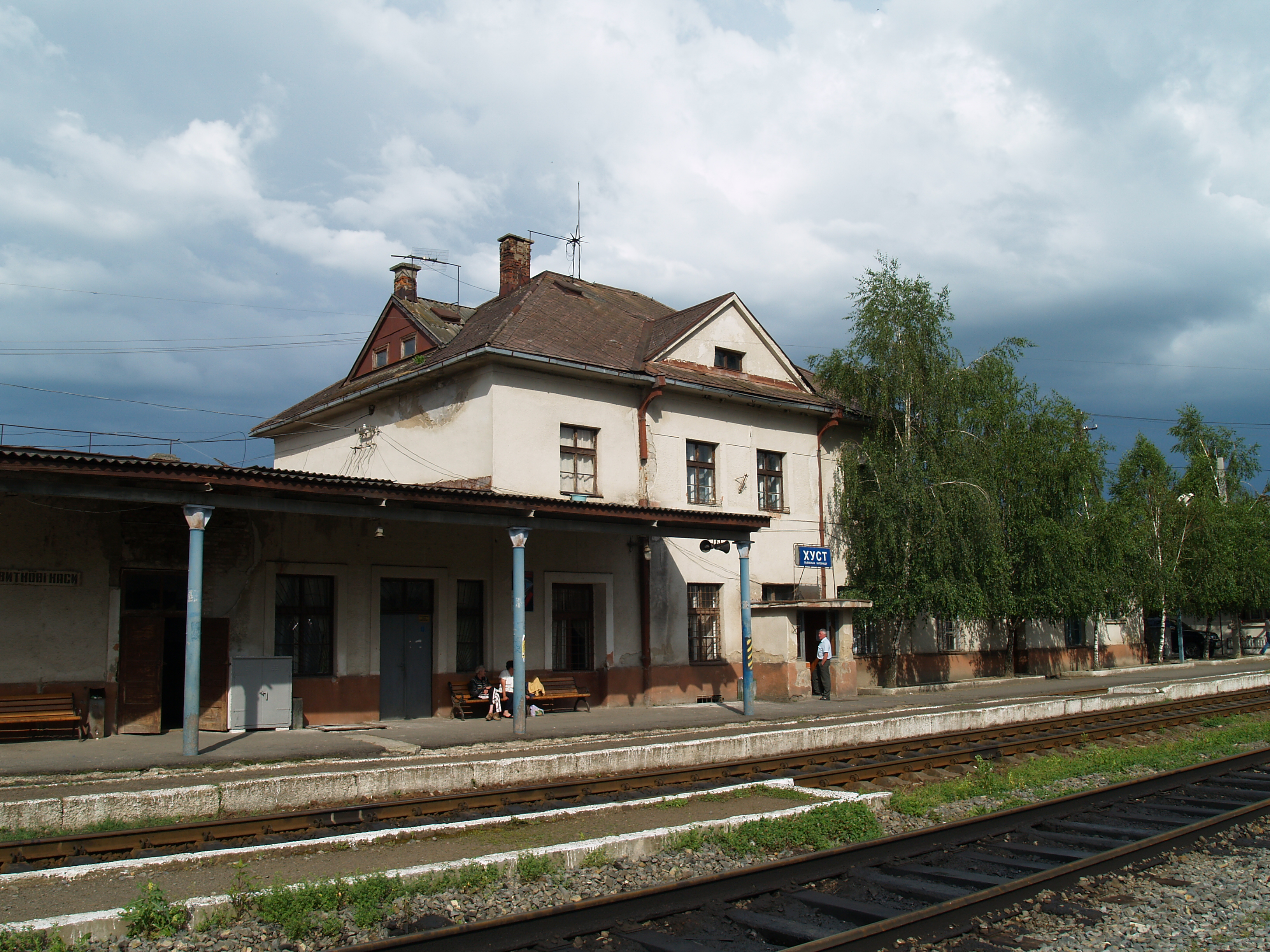
Вокзал станції Хуст